# Hiéroglyphe égyptien O28
Pour les articles homonymes, voir Pilier (homonymie).

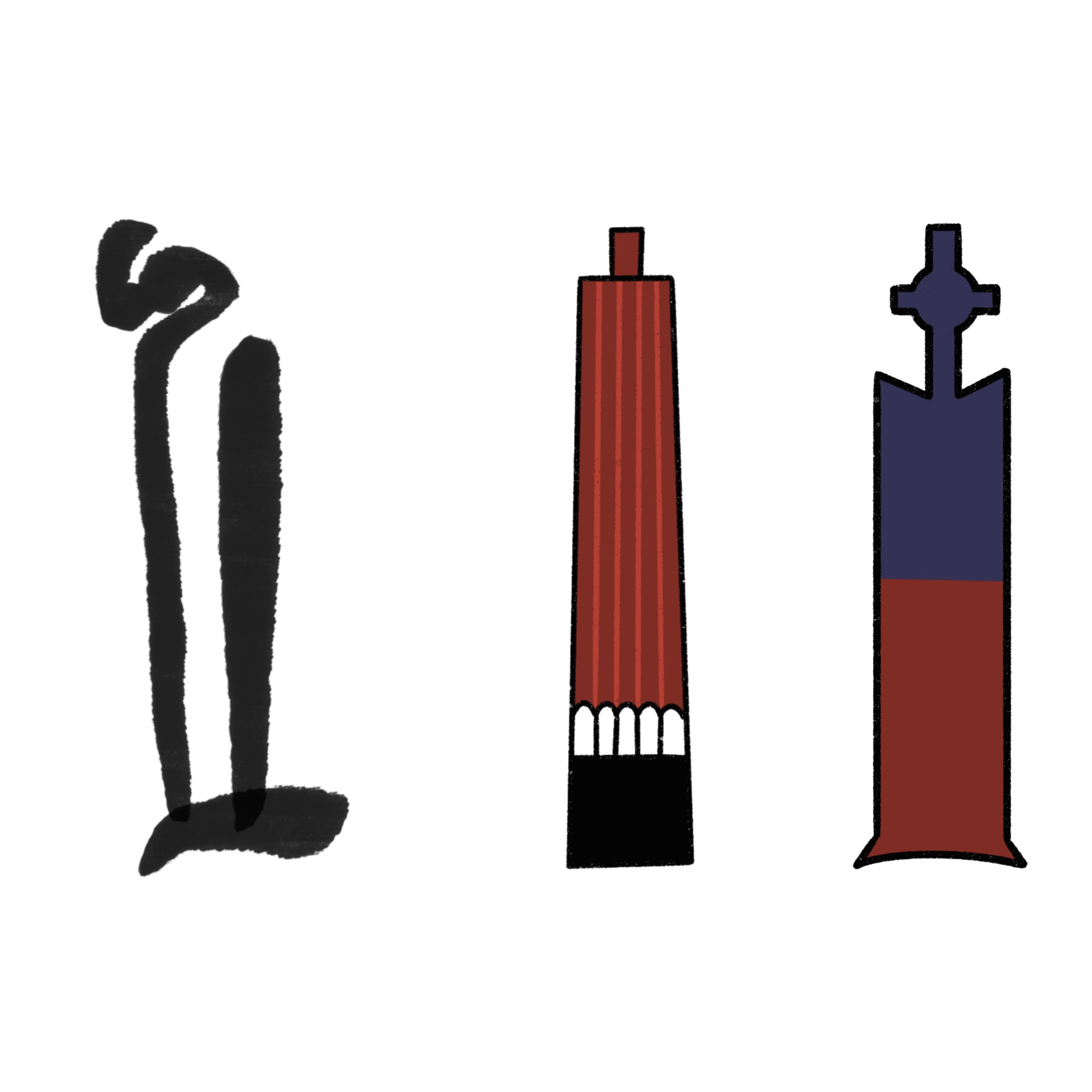
Version hiératique et hiéroglyphique

Le pilier, en hiéroglyphes égyptiens, est classifié dans la section O « Bâtiments, parties de bâtiments etc. » de la liste de Gardiner ; il y est noté O28.

## Représentation
Il représente un pilier cannelé. Originellement teint en rouge sur une base noire ou bleue, parfois avec une assise blanche, il voit ses couleurs s'inverser progressivement sous Amenhotep III. Parallèlement, sous l'effet des formes cursives, son tenon adopte une barre horizontale. Il est translittéré jwn.

## Utilisation
| O28 | Z1 |

| O28 | Z1 |

| O28 | O28 | O28 | t · pr | / | E9 | w | n · i · i | t · pr |

| O28 | O28 | O28 | t · pr | / | E9 | w | n · i · i | t · pr |

d'où découle sa fonction en tant que phonogramme trilitère de valeur jwn.

## Exemples de mots
| O28 | t · Z1 |

| O28 | t · Z1 |

| O28 | nw · O49 |

| O28 | nw · O49 |

| O28 | n · t · O49 |

| O28 | n · t · O49 |